# Groupe de la taafféite

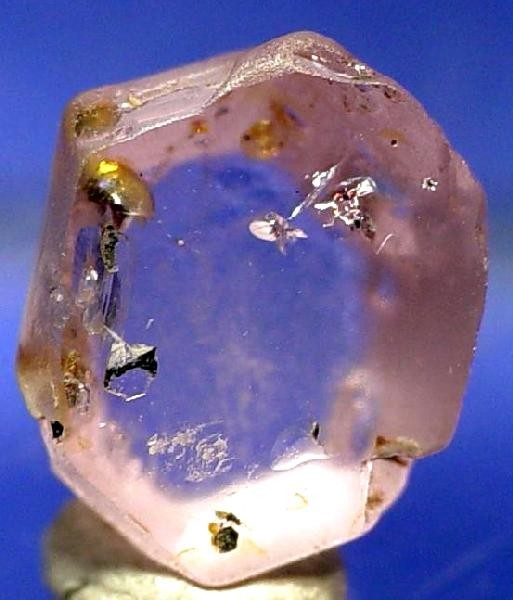
Spécimen du gisement topotype Ratnapura, Sri Lanka

La taafféite n'est pas une espèce minérale mais un nom de groupe qui réunit trois espèces : 
- la ferrotaafféite-6N'3S ;
- la magnésiotaafféite-2N’2S ;
- la magnésiotaafféite-6N’3S.

Par extension et facilité, le terme taafféite est devenu le synonyme de Magnésiotaafféite-2N’2S, qui est l'espèce la plus fréquente du groupe.

## Historique de la description et appellations

### Inventeur et étymologie
Décrit par Anderson et Claringbull en 1951, le minéral est nommé d'après le comte Charles Richard Taaffe (1898–1967) qui a découvert la première gemme taillée et polie en novembre 1945. De fait, c'est la seule gemme qui fut premièrement découverte sous forme travaillée. Celle-ci fut, avant son identification par Taaffe, confondue avec le spinelle. Longtemps après cette découverte, seuls quelques échantillons étaient connus et la taafféite est toujours considérée comme étant l'une des plus rares variétés de gemmes dans le monde.

### Historique
Le comte Charles Richard Taaffe a acheté des pierres précieuses chez un joailler en novembre 1945. Après avoir remarqué quelques différences entre le spinelle et la taafféite, Taaffe envoya le 1er novembre 1945 quelques échantillons à B. W. Anderson du laboratoire de la London Chamber of Commerce and Industry. Dans sa réponse du 5 novembre 1945, Anderson indiqua qu'il n’était pas sûr de la nature du minéral ; il se demandait si c'était un spinelle ou quelque chose de nouveau. Il fit aussi part de ses doutes dans la revue Gemmologist.

### Topotype
Le topotype se trouve dans le village de Niriella, district de Ratnapura, province de Sabaragamuwa, au Sri Lanka.

## Caractéristiques physico-chimiques

### Critères de détermination
La confusion entre le spinelle et la taafféite est compréhensible lorsque l'on sait que la majorité des caractéristiques structurelles de ces deux minéraux sont identiques. Anderson et alli ont classé la taafféite comme un minéral intermédiaire entre le spinelle et le chrysobéryl. La caractéristique qui permet de différencier le spinelle de la taafféite est la propriété de biréfringence, absente pour le spinelle.

### Composition chimique
En 1951, des analyses chimiques et aux rayons X ont montré que les principaux constituants de la taafféite sont le béryllium, le magnésium et l'aluminium, faisant par ailleurs de la taafféite le premier minéral à contenir, ensemble, du béryllium et du magnésium comme principaux composants.

## Gîtes et gisements
La taafféite est présente dans les roches carbonées, associée avec de la fluorine, du mica, du spinelle et de la tourmaline. Ce minéral extrêmement rare se trouve de plus en plus dans les alluvions au Sri Lanka et en Tanzanie. De la taafféite de qualité moindre est également présente dans les dépôts calcaires en Chine.

## Exploitation des gisements
La taafféite est uniquement utilisée en tant que gemme.